# 맥 OS X 공개 베타
맥 OS X 공개 베타(Mac OS X Public Beta, 코드이름: Kodiak)는 애플 컴퓨터의 맥 OS X 운영 체제 치타의 초기 베타 버전이다. 2000년 9월 13일 29.95 달러로 대중에게 공개되었다. 소프트웨어 개발자와 얼리 어댑터들이 새로 나올 운영 체제의 미리 보기 버전을 테스트하고 최종 출시에 앞서 차기 운영 체제의 소프트웨어를 개발할 수 있게 하였다. 빌드 번호는 1H39였다.

## 차기 운영 체제
공개 베타의 차기 운영 체제는 맥 OS X 서버 1.0였으며, 이는 애플의 새로운 NeXT 오픈스텝 기반 운영 체제의 첫 공개 출시판이다. 다양한 클래식 맥 OS 플래티넘(Platinum) 사용자 인터페이스 룩 앤드 필을 채용하였다. 공개 베타는 아쿠아 사용자 인터페이스를 세상에 선보였다. 본질적인 사용자 인터페이스의 변화는 글꼴, 독, 메뉴 모음 (대중의 요청으로 인해 가운데에 애플 로고가 있음)과 관련되어 있다. 시스템 아이콘은 더 커졌고 더 자세하게 바뀌었다.

## 기술적 변화
맥 OS X 공개 베타와 더불어 근본적인 기술적 변화가 있었는데 대개가 오픈 소스 다윈 1.2.1 코어의 채용과 관련이 있으며, 선점 스케줄링과 메모리 보호라는 두 가지 기능이 포함되어 있다.
2000년 6월 맥월드 엑스포에서 당시 애플 CEO 스티브 잡스는 충돌을 일으키도록 고안된 테스트 응용 프로그램인 Bomb.app을 선보였다.